# Lipnica (Rakovec)
 Lipnica  falu Horvátországban Zágráb megyében. Közigazgatásilag Rakovechez tartozik.

## Fekvése
Zágrábtól 32 km-re északkeletre, községközpontjától 4 km-re keletre, a megye északkeleti részén fekszik.

## Története
A falunak 1857-ben 116, 1910-ben 204 lakosa volt. Trianonig Belovár-Kőrös vármegye Kőrösi járásához tartozott. 2001-ben 76 lakosa volt.

## Lakosság
| Lakosság változása | Lakosság változása | Lakosság változása | Lakosság változása | Lakosság változása | Lakosság változása | Lakosság változása | Lakosság változása | Lakosság változása | Lakosság változása | Lakosság változása | Lakosság változása | Lakosság változása | Lakosság változása | Lakosság változása |
| ------------------ | ------------------ | ------------------ | ------------------ | ------------------ | ------------------ | ------------------ | ------------------ | ------------------ | ------------------ | ------------------ | ------------------ | ------------------ | ------------------ | ------------------ |
| 1857               | 1869               | 1880               | 1890               | 1900               | 1910               | 1921               | 1931               | 1948               | 1953               | 1961               | 1971               | 1981               | 1991               | 2001               |
| 116                | 108                | 117                | 137                | 172                | 204                | 218                | 213                | 190                | 193                | 160                | 143                | 106                | 82                 | 76                 |

## Nevezetességei
Szent Miklós tiszteletére szentelt pravoszláv temploma a salnik, komin, szentivánzelinai szerb pravoszláv egyházközséghez tartozik. A templom 1795-ban épült, a 19. században és a 20. század elején többször is felújították. Egyhajós, négyszögletes alaprajzú épület, sokszög záródású szentéllyel és előcsarnokkal, amely felett harangtorony található. A hajó mennyezete boltozatos, hamis dongaboltozat fedi. Az ikonosztáz és számos egyedi ikon máig fennmaradt.